# Gault de Concise
 (septembre 2020).
Pour les articles homonymes, voir Gault.
Saint Gault de Concise, ermite évangélisateur du Maine au VIe siècle, né dans les environs de Trèves à la fin du Ve siècle et mort vers 550.

## Biographie
Compagnon de saint Front, il quitte sa région natale de Trèves pour se retirer à l'abbaye de Micy alors dirigé par saint Mesmin l'ancien (également appelé saint Maximin). À la mort de celui-ci il vient, avec Saint Front, dans la Mayenne pour obtenir l'autorisation de saint Innocent, évêque du Mans, de s'installer dans son diocèse comme anachorètes. Il se fixe ainsi à l'Ermitage, dans la forêt de Concise.
Aucun texte ancien ne semble narrer la vie de cet ermite ; sa légende ne contient aucun détail précis sur des faits miraculeux que l'on prêtait généralement aux solitaires de cette époque.